# Gentianella calcis
Gentianella calcis là một loài thực vật có hoa trong họ Long đởm. Loài này được Glenny & Molloy mô tả khoa học đầu tiên năm 2004.